# Michel Lapierre
Pour les articles homonymes, voir Lapierre.
 (octobre 2023).
Si vous disposez d'ouvrages ou d'articles de référence ou si vous connaissez des sites web de qualité traitant du thème abordé ici, merci de compléter l'article en donnant les références utiles à sa vérifiabilité et en les liant à la section « Notes et références ».
Michel Lapierre est un écrivain et journaliste québécois, né à Montréal le 12 mai 1953 et mort dans la même ville le 13 octobre 2023.

## Biographie

### Jeunesse et études
Michel Lapierre réalise des études classiques à Montréal de 1965 à 1970, au Collège André-Grasset et, en 1970-1971, au collège des Eudistes (aujourd’hui Collège Jean-Eudes), des études en sciences humaines au collège André-Grasset (1971) et au Collège de Maisonneuve (1974-1976). 
À l'Université de Montréal, il obtient un diplôme de premier cycle en sciences politiques (1979), fait une année de droit (1979-1980), obtient une maîtrise en études françaises (1983) et un doctorat en histoire littéraire (1993). Il fait à l’Université McGill une année préparatoire à la maîtrise en littérature française (1981).

### Carrière d'écrivain
Michel Lapierre est l’auteur de La Vénus québécoise avec ou sans fourrure,, (1998), essai sur les personnages féminins dans le roman québécois de 1880 à nos jours, et de L’Autre Histoire du Québec,, (2003), essai sur l’évolution politique et culturelle d’une société. Il publie des articles sur la littérature, l’histoire, la pensée politique et d’autres sujets culturels. Il contribue à des périodiques montréalais, notamment la revue L’Apostrophe (2001-2009), le mensuel L’Aut’ Journal (1999-2004), l’hebdomadaire Ici (2000-2007) et le quotidien La Presse (2001-2003).
Durant plus de 20 ans, de mars 2003 à juillet 2023, il signe des critiques de livres dans le quotidien Le Devoir, plus de 870 textes. De juin 2010 à décembre 2018, il est rédacteur en chef de Montréal en tête, revue de la Société historique de Montréal.
Le 1er juin 2023, la Société historique de Montréal décerne à Michel Lapierre, pour la contribution à la mise en valeur de l’histoire, sa médaille, remise notamment à l’historien Guy Frégault (1918-1977), l’auteur de La Guerre de la Conquête.
Michel Lapierre élabore une réflexion sur la culture et la société québécoises en tentant de prolonger la pensée de Louis-Joseph Papineau (1786-1871) et celle de Jacques Ferron (1921-1985)[réf. nécessaire]. Dans le numéro 10 de L’Apostrophe (été-automne 2007), il publie le premier chapitre de son ouvrage inédit, Les Valois, roman consacré, à travers l’histoire d’une famille, aux conflits intellectuels et subliminaux entre l’Amérique et l’Europe de 1826 jusqu’au début du XXe siècle[réf. nécessaire].
Victor-Lévy Beaulieu résume la démarche critique de Michel Lapierre : « À cause de son intransigeance et du talent qu’il faut avoir quand on aborde les mots des autres et qu’on le fait sans compromis, Lapierre a compris que lire n’est pas une démission, mais une confrontation avec l’autre comme avec soi-même ».
Il meurt le 13 octobre 2023 dans sa ville natale de Montréal, à l'âge de 70 ans.